# Gerson Chávez
Gerson Aldair Chávez Suazo, noto semplicemente come Gerson Chávez (La Ceiba, 31 gennaio 2000), è un calciatore honduregno, centrocampista del Marathón.

## Caratteristiche tecniche
È un mediano.

## Carriera

### Club
Nel 2017 ha esordito nella prima divisione honduregna.

### Nazionale
Con la nazionale Under-20 honduregna ha preso parte al campionato mondiale di calcio Under-20 2019.